# Dorota Kędzierzawska
Dorota Kędzierzawska (phát âm tiếng Ba Lan: [dɔˈrɔta kɛɲd͡ʑɛˈʐafska]; sinh ngày 1 tháng 6 năm 1957) là một đạo diễn điện ảnh và đạo diễn phim tài liệu người Ba Lan.

## Tiểu sử
Dorota Kędzierzawska sinh tại Łódź. Bà hoàn thành chuyên ngành văn hoá tại Đại học Łódź  trước khi tốt nghiệp Trường Điện ảnh Quốc gia ở Łódź vào năm 1981. Ngoài ra, bà còn theo học chuyên ngành đạo diễn điện ảnh ở Moskva trong hai năm.
Dorota Kędzierzawska là đạo diễn của nhiều phim nổi tiếng, trong đó phải kể đến Crows, Nothing, I Am và Devils, Devils. Trong các bộ phim, bà tập trung khắc hoạ trải nghiệm của những đứa trẻ bất hạnh phải đối mặt với những khó khăn tài chính hoặc bị người lớn chối bỏ. Các nhân vật trong phim thường là những người phụ nữ vất vả giành lấy tình yêu của người đàn ông trong vô vọng. Phim gần đây nhất Time to Die (Pora Umierać, 2007) là một tác phẩm miêu tả rõ nét sự tương phản về cuộc sống hàng ngày của một bà lão mang tên Aniela, do huyền thoại màn ảnh và sân khấu Ba Lan Danuta Szaflarska thủ vai.

## Thành tích nghệ thuật
Dorota Kędzierzawska đạo diễn những bộ phim sau:
- Another World (2012)
- Tomorrow Will Be Better (2011)
- Time to Die (2007)
- I Am (2005)
- Nic (1998)
- Wrony (1994, hay còn gọi là Crows)
- Diabły, diabły (1991)
- Koniec Świata (1998, phim truyền hình)
- Gucia (1985, phim ngắn)
- Początek (1983, phim tài liệu ngắn)
- Jajko (1982, phim ngắn)
- Agnieszka (1980, phim ngắn)